# Media Valle del Tirso e Altopiano di Abbasanta - Rio Siddu
Media Valle del Tirso e Altopiano di Abbasanta - Rio Siddu este o arie protejată (arie specială de conservare — SAC, sit de importanță comunitară — SCI) din Italia întinsă pe o suprafață de 9.054 ha, integral pe uscat.

## Localizare
Centrul sitului Media Valle del Tirso e Altopiano di Abbasanta - Rio Siddu este situat la coordonatele 40°04′11″N 8°49′41″E / 40.0697°N 8.8281°E.

## Înființare
Situl Media Valle del Tirso e Altopiano di Abbasanta - Rio Siddu a fost declarat sit de importanță comunitară în septembrie 1995 pentru a proteja 29 de specii de animale. Situl a fost protejat și ca arie specială de conservare în august 2019.

## Biodiversitate
Situată în ecoregiunea mediteraneană, aria protejată conține 14 habitate naturale: Păduri de Olea și Ceratonia, Ape oligotrofe în general din solurile nisipoase vest-mediteraneene, cu un conținut foarte redus de minerale, cu Isoetes spp., Pseudostepă cu ierburi și specii anuale de Thero-Brachypodietea, Pante stâncoase silicioase cu vegetație casmofită, Tufărișuri termo-mediteraneene și de pre-deșert, Iazuri temporare mediteraneene, Dehesas cu Quercus spp. perene, Matorral arborescenți cu Laurus nobilis, Păduri de Quercus ilex și Quercus rotundifolia, Galerii de Salix alba și de Populus alba, Galerii și tufărișuri riverane sudice (Nerio-Tamaricetea și Securinegion tinctoriae), Pajiști umede mediteraneene cu ierburi înalte de Molinio-Holoschoenion, Râuri mediteraneene cu debit permanent cu specii de Paspalo-Agrostidion și galerii riverane de Salix și de Populus alba, Păduri de Quercus suber.
La baza desemnării sitului se află mai multe specii protejate:
- păsări (23): pescăruș albastru (Alcedo atthis), Alectoris barbara, fâsă-de-câmp (Anthus campestris), egretă mare (Ardea alba), pasărea ogorului (Burhinus oedicnemus), ciocârlie-cu-degete-scurte (Calandrella brachydactyla), caprimulg (Caprimulgus europaeus), barză albă (Ciconia ciconia), erete de stuf (Circus aeruginosus), erete vânăt (Circus cyaneus), dumbrăveancă (Coracias garrulus), egretă mică (Egretta garzetta), Falco naumanni, șoim călător (Falco peregrinus), sfrâncioc roșiatic (Lanius collurio), ciocârlie de pădure (Lullula arborea), gaia neagră (Milvus migrans), gaia roșie (Milvus milvus), vultur pescar (Pandion haliaetus), ploier auriu (Pluvialis apricaria), Sylvia sarda, silvie de tufiș (Sylvia undata), spârcaci (Tetrax tetrax)
- amfibieni (2): Discoglossus sardus, Speleomantes imperialis
- nevertebrate (1): Papilio hospiton
- pești (1): Alosa agone
- reptile (2): țestoasa de baltă (Emys orbicularis), Euleptes europaea

Pe lângă speciile protejate, pe teritoriul sitului au mai fost identificate 2 specii de plante, 66 de specii de păsări, 2 specii de amfibieni, 1 specie de mamifere, 1 specie de nevertebrate, 6 specii de reptile.